# Ravazd
Ravazd je velká vesnice v Maďarsku v župě Győr-Moson-Sopron, spadající pod okres Pannonhalma. Nachází se asi 2 km jihozápadně od Pannonhalmy a asi 15 km jihovýchodně od Győru. V roce 2015 zde žilo 1 200 obyvatel. Dle údajů z roku 2011 tvoří 91,3 % obyvatelstva Maďaři, 1,3 % Němci, 0,5 % Romové a 0,2 % Rumuni.
Sousedními vesnicemi jsou Bakonypéterd, Écs, Sokorópátka, Tarjánpuszta a Tényő, sousedním městem Pannonhalma.